# Bruno Le Tron
 (novembre 2018).
Bruno Le Tron est un accordéoniste français, né le 15 janvier 1964 à Enghien-les-Bains.

## Biographie
Bruno Le Tron découvre l’accordéon en 1980, quand sa mère achète un accordéon diatonique Hohner. Bruno s'approprie l'instrument qu'il fait jouer, démonte et décore.
Il devient professionnel en rencontrant Jean Blanchard et Évelyne Girardon et intègre la Compagnie du Beau Temps.
En 1990, Bruno publie son premier album, Valhermeil.
Bruno rencontre François Heim, avec qui il monte un duo autour des musiques balkaniques. Il participe aussi au projet international Accordion Samurai en 2011.
En 2016, il travaille avec le contrebassiste Laurent Cabané, aboutissant au second album personnel de Bruno, Initium. Sur cet album où il joue également des claviers, Bruno Le Tron est accompagné de Franck Fagon (saxophone, clarinette et clarinette basse), Laurent Cabané (contrebasse et guitare) et Olivier Le Gallo (percussions, tin whistle et low whistle). Le groupe part ensuite en tournée en Europe.
Titulaire d’un diplôme d’état à l’enseignement des musiques traditionnelles, Bruno anime depuis une trentaine d’années de nombreux stages en France et à l’étranger.

## Formations

### Groupes
Bruno Le Tron est membre de nombreux groupes : 
- Maubuissons, en tant que membre fondateur
- Tref[2], en tant que membre fondateur ; groupe franco-belge composé de trois accordéonistes diatoniques (Bruno Le Tron, Didier Laloy et Wim Claeys) et un percussionniste (Frédéric Malempré). Prix de musique de Klara.
- Topanga !, en tant que membre fondateur ; trio d’anches original, composé d'une cornemuse, d'un harmonium et d'un accordéon diatonique.
- Vertigo, en tant que membre fondateur
- Accordion Samurai, quintet européen d’accordéonistes diatoniques. Le Tron participe au premier album.

### Duos
- Duo Cabané / Le Tron
- Duo Fagon / Le Tron
- Duo Heim / Le Tron
- Abadam (Bruno Le Tron et Marion Evain)

### Formations passées
- La Compagnie du Beau Temps

## Discographie
- 1990 : La Cie du Beau Temps, Le Grand festin, Audivis/Ethnic
- 1990 : Bruno Le Tron, Valhermeil, Audivis/Ethnic
- 1994 : Maubuissons, Treonvel Transit
- 1998 : Maubuissons, Suites, L’Autre Distribution
- 2001 : Tref, Tref, Wild Boar Music
- 2006 : Topanga !, Topanga !, Ulysse Productions/Intervalle Productions
- 2008 : Maubuissons, Bréhattitude, Bémol Production
- 2009 : Vertigo, Vertigo, Alsur
- 2011 : Accordion Samurai, Accordion Samurai, Home Records
- 2012 : Tref, Dampf, Home Records
- 2012 : Vertigo et Marthe Vassallo, La Diagonale des mers, ETC Aix en Provence/Bémol Production
- 2013 : Duo Heim / Le Tron, Intersection, Compagnie Balagan/L’Autre Distribution
- 2017 : Bruno Le Tron, Initium, Bizis Productions